# Nick Saldiveri
Nicholas Saldiveri (Waxhaw, 14 agosto 2000) è un giocatore di football americano statunitense che milita nel ruolo di offensive tackle per i New Orleans Saints della National Football League (NFL).

## Carriera

### New Orleans Saints
Al college Saldiveri giocò a football a Old Dominion, venendo inserito nella seconda formazione ideale della Sun Belt Conference nell'ultima stagione. Fu scelto nel corso del quarto giro (103º assoluto) del Draft NFL 2023 dai New Orleans Saints. Debuttò come professionista subentrando nella gara della settimana 4 contro i Tampa Bay Buccaneers giocando 3 snap negli special team. La sua stagione da rookie si chiuse con 4 presenze, nessuna delle quali come titolare.